# Leobaldo Pereira
Leobaldo Pereira, född den 31 juli 1972 i Martí, Kuba, är en kubansk kanotist.
Han tog OS-silver på C-2 1000 meter i samband med de olympiska kanottävlingarna 2000 i Sydney.